# مهری ماهوتی
مهری ماهوتی (متولد ۲۶ فروردین ۱۳۴۰ از شهر بابل) شاعر و نویسنده اهل ایران است.

## زندگی‌نامه
مهری ماهوتی دوران راهنمایی و دبیرستان را در بابل گذرانده‌است و برای ادامه تحصیل به تهران آمد. در تهران رشته بانکداری را رها کرد و به شاعری پرداخت. اولین کارش فعالیت در کیهان بچه‌ها بود. کتاب‌های منتشر شده توسط وی بیشتر از دویست عنوان دارد و جوایز متعددی از جشنواره‌های ارزشمند دریافت کرده‌است.
ماهوتی از سال ۱۳۶۷ همکاری خود را به‌طور جدی با نشریه کیهان بچه ها و مجلات رشد آغاز کرد.

## جوایز
- مقام اول در اولین جشنواره مطبوعات (قصه‌های زینب ناشر: مدرسه)
- کتاب برگزیده سال سلام بچه‌ها و پوپک سال ۱۳۸۵ (مهمان بابا ناشر: شاهد)
- برگزیده از سوی جشنواره کتاب رشد سال ۱۳۸۵ (مُهر پرتقالی ناشر: به نشر)
- مقام اول در کنگره سرداران شهید استان تهران (مروارید گمشده و مسافر سرزمین خاکستری)
- مقام سوم در اولین جشنواره رسانه دیجیتالی سال ۱۳۸۶ (یک سبد سلامتی)
- کتاب برگزیده ناشران در اولین جشنواره ناشران سال ۱۳۸۵ (قایم موشک بازی)
- کتاب شایسته تقدیر از سوی کانون پرورش فکری کودکان و نوجوانان (مروارید مکه)[۵][۶][۷][۸]

## کتاب‌های شعر
- بچه پیراهن[۹]
- آب بابا نان [۱۰]
- فلش بوک مجموعه کودک و نوجوان ۱
- کتاب گویای مجموعه قصه نمایش کودکان
- لاک پشت پرنده - قصه نمایش کودکان (۷)
- چشمهٔ ماه
- قار قار قار کلاغ و مار
- قلب قلب آب ماهی و قلاب
- شیر شاه و خرگوش شجاع
- بنگ و بنگ و بنگ شکار زرنگ (قصه نمایش کودکان ۱)
- جنگ جویان کوچک
- جوامع الحکایات - قصه‌های شیرین ایرانی۲
- دماغ سوخته مجموعه داستانی برای نوجوانان نشر نگارینه
- اون کیه اسمش چیه نشر نگارینه
- بازی نقاشی نشر نگارینه
- دمپایی نشر کانون پرورش فکری کودکان و نوجوانان
- کمد پرماجرا نشر تربیت
- بیب بیب بوق بوق نشر تربیت
- قصه های شیرین خاله شیرین نشر مدرسه
- لانه من نشر شاهد
- مجموعه شعر " مهارت های زندگی " نشر هنر آبی